# Daigo
Cesarz Daigo (jap. 醍醐天皇 Daigo tennō; ur. 6 lutego 885 –  zm. 23 października 930) – 60. cesarz Japonii, według tradycyjnego porządku dziedziczenia.
Daigo panował w latach 897-930.
Władzę po nim objął jego syn, cesarz Suzaku.
Mauzoleum cesarza Daigo znajduje się w Kioto. Nazywa się ono Nochi no Yamashina no misasagi.